# یواس‌اس هوکویام (پی‌اف-۵)
یواس‌اس هوکویام (پی‌اف-۵) (به انگلیسی: USS Hoquiam (PF-5)) یک کشتی بود که طول آن ۳۰۳ فوت ۱۱ اینچ (۹۲٫۶۳ متر) بود. این کشتی در سال ۱۹۴۳ ساخته شد.